# Pleśń śniegowa

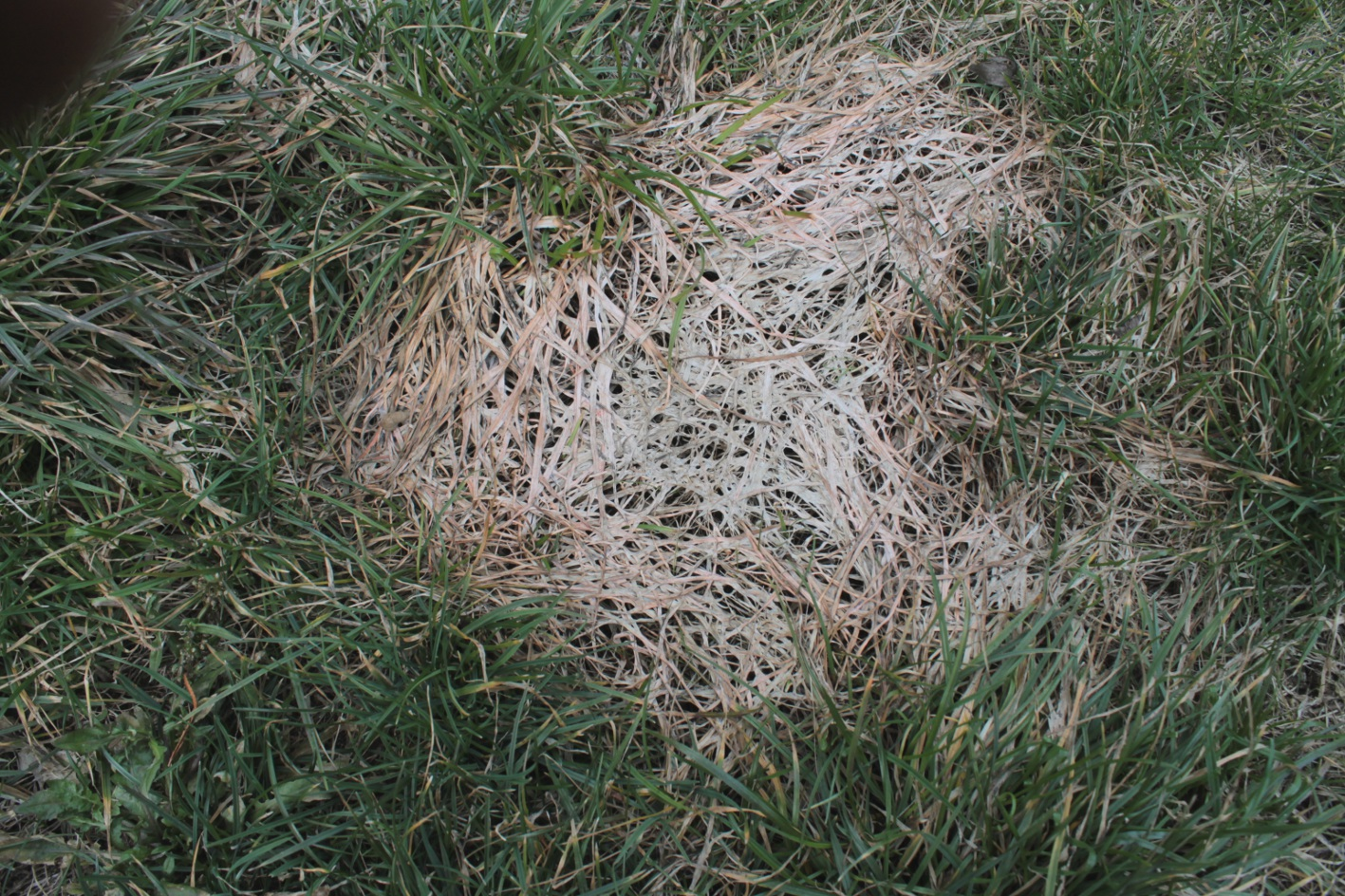

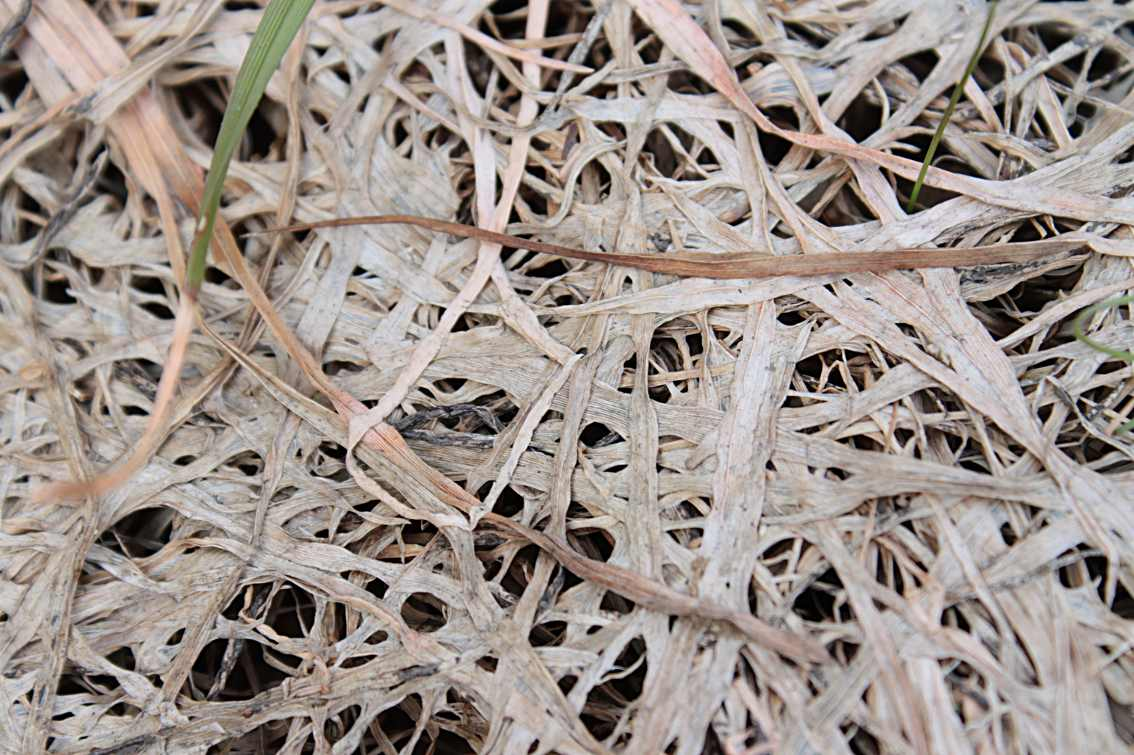

Pleśń śniegowa, pleśń śniegowa zbóż i traw – grzybowa choroba roślin z grupy fuzarioz. Występuje na zbożach jako jedna z form fuzariozy zbóż, ale także na trawnikach. Wywołuje ją głównie Microdochium nivale, ale czasami przy sprzyjającej pogodzie także inne gatunki grzybów zdolne do rozwoju w niskich temperaturach.

## Objawy
Choroba występuje w rejonach i miejscach, w których śnieg długo zalega na polu. Szczególnie często pojawia się po zimie z dużymi opadami śniegu, gdy na przedwiośniu długo zalega on na trawniku czy zbożu. Grzyby rozwijają się już pod śniegiem i zaraz po jego stopieniu. Grzyby wywołujące chorobę mogą rozwijać się na polach już pod koniec okresu wegetacyjnego i w pierwszej kolejności atakują najsłabsze rośliny w łanie. Zbożem, które jest najbardziej podane na występowanie pleśni śniegowej jest żyto oraz pszenżyto. Choroba rzadziej pojawia się w pszenicy i jęczmieniu. Objawy widoczne są po stopnieniu śniegu. Są to różniące się barwą od nieporażonych miejsca, w których znajdują się zamarłe i przyciśnięte do ziemi siewki lub trawa pokryte jasnoróżową grzybnią. Wkrótce na zamarłych siewkach czy zamarłej trawie pojawiają się brunatne punkciki. Są to owocniki grzyba.

## Ochrona
W przypadku zbóż zapobieganie i zwalczanie pleśni śniegowej opisano w artykule fuzarioza kłosów zbóż.
Na trawnikach ważne jest, by jesienią nie stosować nawozów azotowych, lub tylko w niewielkiej dawce. Trawnik należy jesienią krótko skosić i wygrabić z niego liście, które mogą pod śniegiem stanowić dobrą pożywkę dla grzybów. Wiosną, jeżeli pojawi się charakterystyczna pleśń, wskazane jest wygrabienie trawnika oraz jego aeracja i wertykulacja. W miejscach, gdzie trawnik jest silnie porażony przez pleśń, należy go usunąć wraz z warstwą gleby do głębokości 4–6 cm. Miejsca te uzupełnia się ziemią i obsiewa trawą.